# Yoshimi Sasahara
Yoshimi Sasahara (født 2. april 1974) er en tidligere japansk fodboldspiller.
Han har spillet for flere forskellige klubber i sin karriere, herunder Kawasaki Frontale.